# گروه جفریز
گروه جفریز (انگلیسی: Jefferies Group) شرکت خدمات مالی و سرمایه‌گذاری آمریکایی است، که در سال ۱۹۶۲ تأسیس شد.